# Ministerie van Financiën (gebouw)

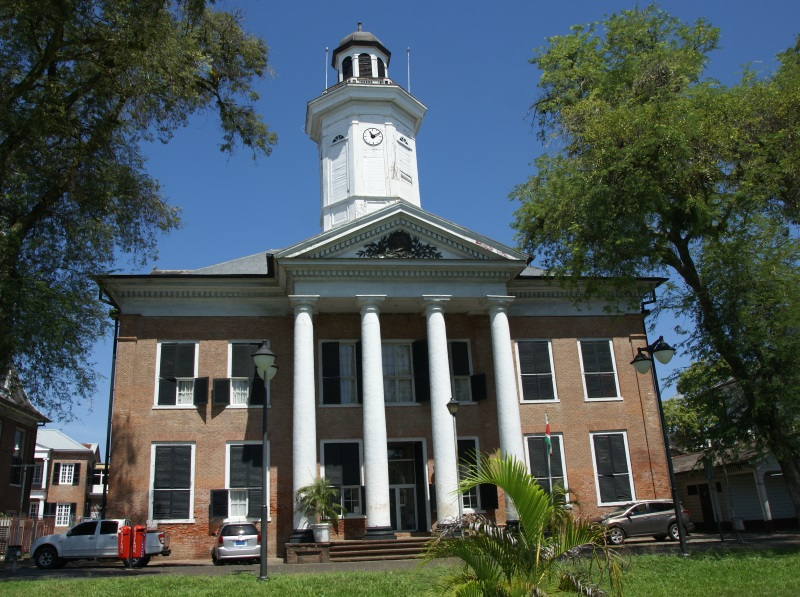
Het gebouw Ministerie van Financiën, Onafhankelijkheidsplein 3 in Paramaribo.

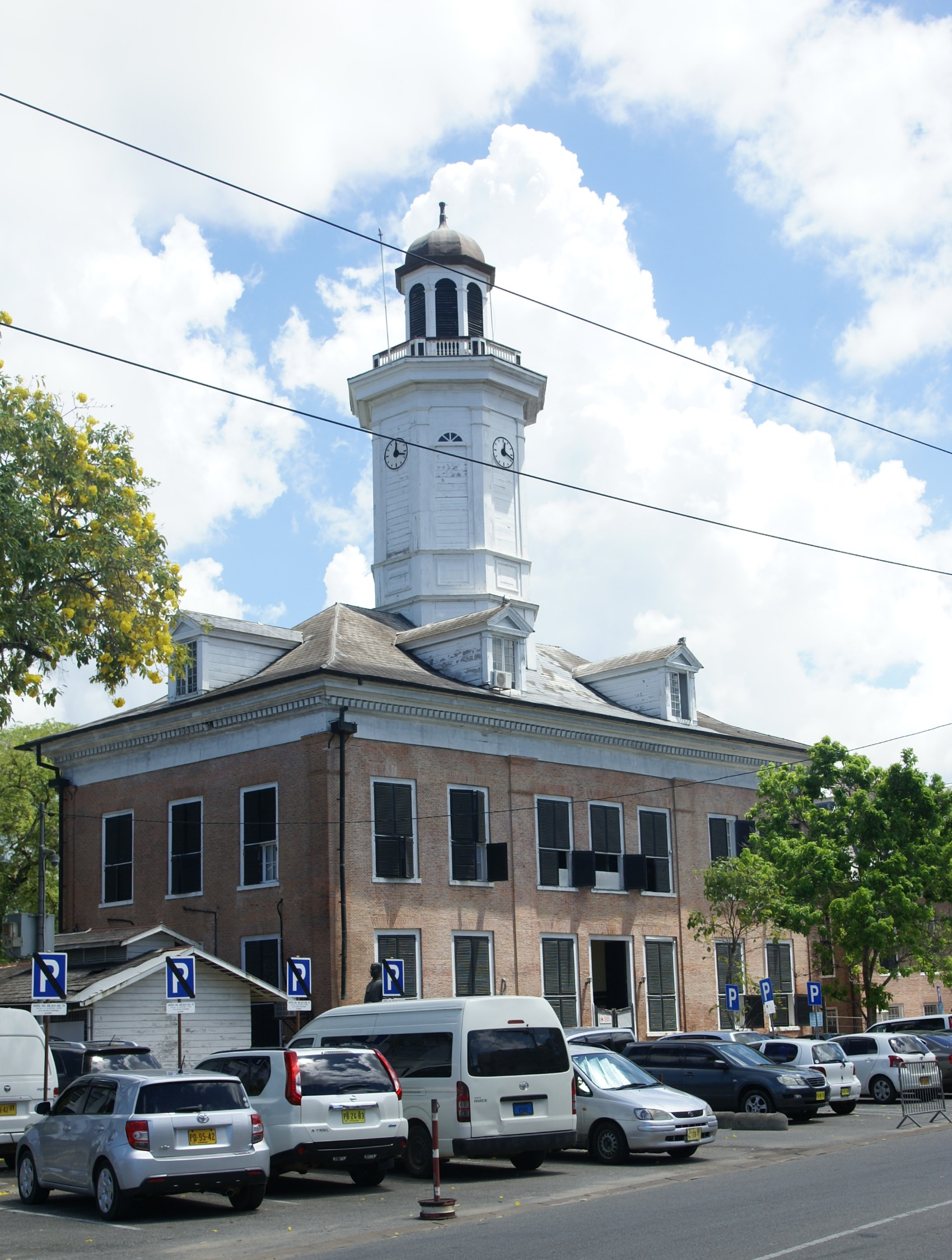
De achterzijde aan de Mr. Dr. J.C. de Mirandastraat.

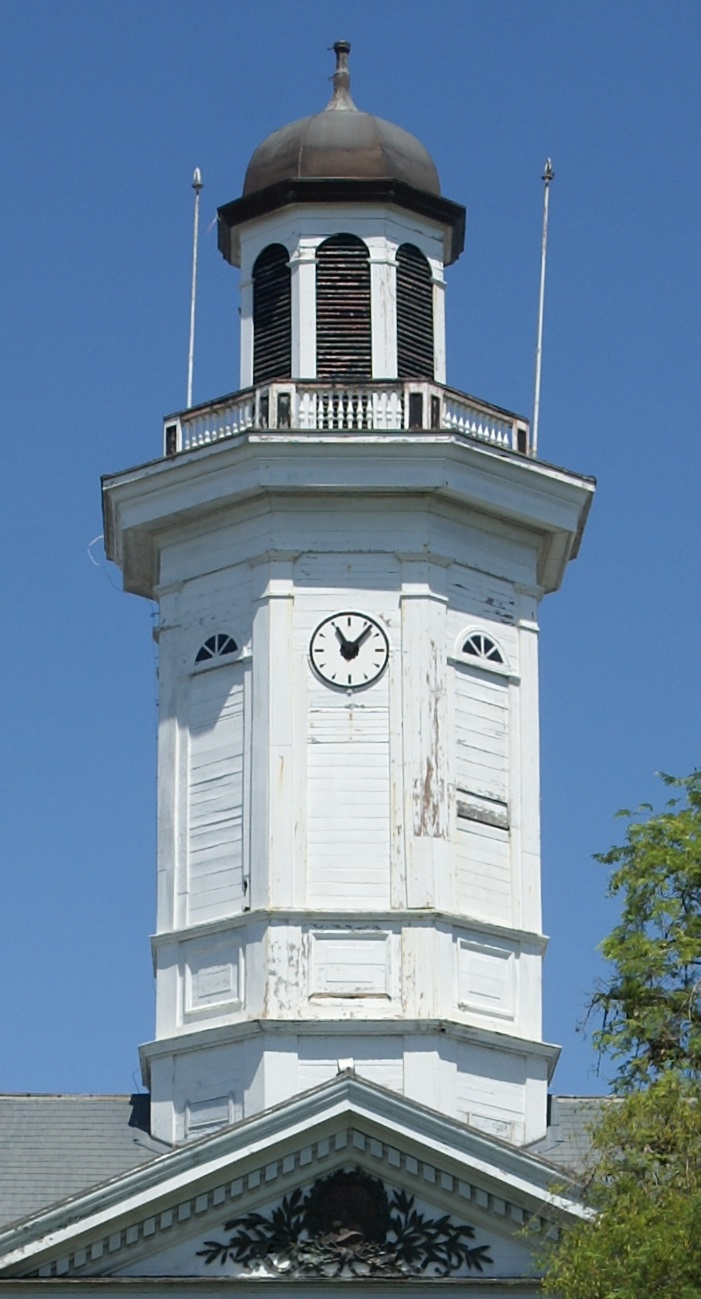
Het achtkantige torentje van Financiën.

Het Ministerie van Financiën, ook Gebouw van Financien, is een monumentaal pand uit de eerste helft van de negentiende eeuw, gelegen aan het Onafhankelijkheidsplein 3 in Paramaribo, Suriname. Het pand is onderdeel van de historische binnenstad van Paramaribo, die sinds 2002 door UNESCO aan de Werelderfgoedlijst is toegevoegd.

## Geschiedenis
Toen tijdens de grote brand in 1832 vele houten overheidskantoren in vlammen waren opgegaan, was er behoefte aan nieuwe kantoorruimte voor de overheid. De overheid kocht zo het Huis Du Plessis om deze nood te lenigen. Op het vrije zijerf ervan wilde men in eerste instantie een stadhuis bouwen, maar dit doel werd losgelaten en men vroeg om een overheidskantoor.
Het gebouw werd ontworpen door de Surinaamse architect Johan August Voigt en werd gebouwd in de periode 1836-1841 in zogenaamde Greek-revival-stijl. Sommigen, zoals Voigts tijdgenoot Kappler, zijn van mening dat Voigt zich had laten inspireren door het ontwerp van het stadhuis van Groningen.  Dit was een ontwerp van Jacob Otten Husley (1738-1796) dat in 1777 werd goedgekeurd; dat stadhuis werd in 1810 voltooid. Beide ontwerpen volgen de strenge, classicistische architectuur, waarbij het ontwerp van het stadhuis in Groningen daarin verder gaat dan het gebouw in Paramaribo, zo ontbreken bij de laatste bijvoorbeeld de opgaande trappen aan de voorzijde.
Oorspronkelijk had Voigt het gebouw ontworpen met een klein torentje, maar de toenmalige gouvernementsvrouw wilde een dominantere toren gezien de locatie van het gebouw aan het Onafhankelijkheidsplein (toen nog Gouvernementsplein of Oranjeplein geheten). Voigt paste hierop het ontwerp maar niet de constructie aan. Doordat de grote houten toren enkel steunt op een aantal dakbalken, leidde dit tot de nodige verzakkingen. Pas in de late 20e eeuw werd hiervoor een ontlastingsconstructie naar een nieuw aangebrachte fundering gerealiseerd.
De eerste steen werd op 25 juni 1836 gelegd door gouverneur Van Heekeren. 
Niet snel na de voltooiing in 1841 kreeg het pand de naam Gebouw van Financiën en werden er onder meer de kantoren van Financiën, van de ontvanger, van de gezworen klerken en van het College van Kleine Zaken gevestigd. In 1966 werd het gebouw in zijn geheel in gebruik genomen als Ministerie van Financiën.
In 1967 werd het gebouw gerestaureerd en aangepast aan die tijd door architectenbureau Van Oerle en Schrama. De ramen met roedenverdeling zijn gereconstrueerd.
De architectuur van dit pand is toonaangevend geweest voor de latere bakstenen gebouwen in de directe omgeving als in de Mr. Dr. J.C. de Mirandastraat, die in de tweede helft van de negentiende eeuw werden gerealiseerd.
In 2019 verhuisde het ministerie van Financiën naar de Gompertsstraat. "Het gebouw aan de Tamarindelaan is uitgewoond en behoeft een enorme en zeer kostbare restauratie," aldus dagblad De West.

## Bouw
Het gebouw werd opgetrokken in kostbare baksteen, dat beter bestand was tegen brand dan hout, en met leien op de daken in plaats van houten singels. De bakstenen waren van hoogwaardige kwaliteit en werden uit Nederland geïmporteerd, net als de gietijzeren basementen van de gepleisterde bakstenen zuilen. Surinaams bruinharthout werd gebruikt voor de kapconstructie.
Het pand is zeven traveeën breed en drie diep. Het heeft een open zuilenportiek van drie traveeën breed in het midden van de voorgevel met vier zuilen van de Dorische orde met erop een grote kroonlijst met fronton. In 1913 werd ter gelegenheid van de 50-jarige herdenking van de Emancipatie een bruinbronzen medaillon van koning Willem III aangebracht in het fronton, dat op 1 juli 1913 werd onthuld. Dit werd ontworpen door de architect Abraham Salm en gegoten door de firma F.W. Braat te Delft.
Op het steile met leien beklede dak staat een houten achtkantige toren dat een eveneens achtkantige kleine koepel heeft. In de toren bevindt zich een koperen uurwerk met het opschrift 1839 Petit en Fritsen, klokgieterij Aarle Rixtel. P. Buys Pzn Horlogemaker te Amsterdam. 
In 1926 bepaalde de Surinaamse regering per resolutie dat de tijd die dit uurwerk aangaf, de officiële tijd van Suriname was. Boven het uurwerk is rondom de torenspits een trans.

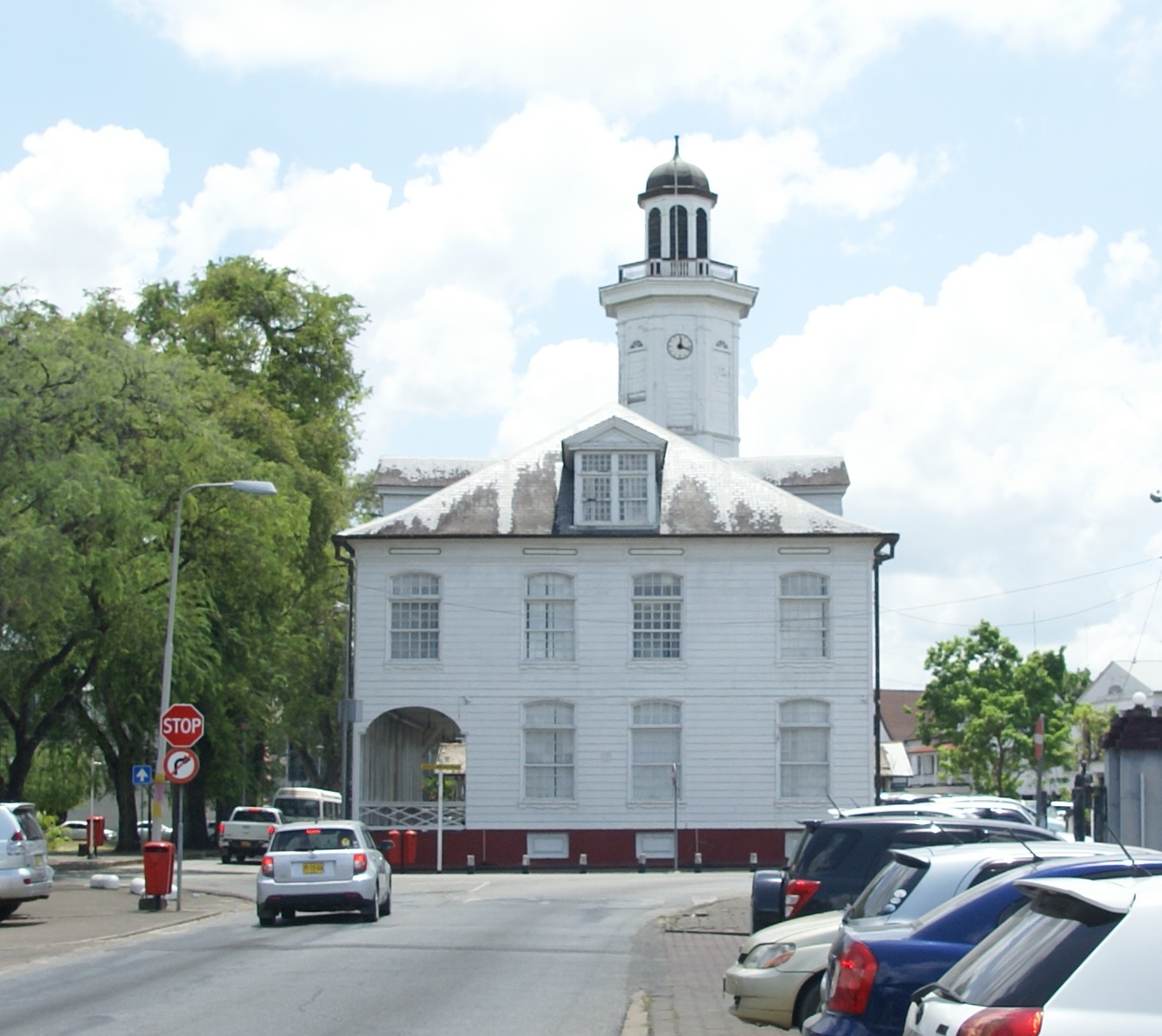
Het Huis Du Plessis en erachter het torentje van het Ministerie van Financiën, gezien vanaf de Grote Combéweg.
Het gebouw rond 1890.
De achterzijde aan de Mr Dr J.C. de Mirandastraat rond 1885.